# 302 км (зупинний пункт)
302-й кілометр — закритий пасажирський зупинний пункт Конотопської дирекції Південно-Західної залізниці на лінії Ворожба — Волфине, між станціями Ворожба (6 км) та Волфине (13 км).
Розташований на півночі міста Білопілля, у колишньому селі Галицьке, Білопільської міської ради Сумської області.
Станом на початок 2018 року пасажирське сполучення не здійснювалося.
У 2024 році закритий разом з усією дільницею Ворожба — Волфине.